# Mario Giacoya
Mario Giacoya (Sarandí Grande, Florida, 31 de diciembre de 1951) es un pintor uruguayo. Su obra se centra en la naturaleza típica de su país, sobre todo, en los paisajes del campo y el trabajo del medio rural uruguayo.

## Biografía
Nació en Sarandí Grande, Florida, en 1951. Desde 1964 expone en distintas muestras en su ciudad natal, de 1971 a 1973 estudia  en el taller de Daymán  Antúnez.  En 1978 se radica en Montevideo. En 1985 estudia en el Taller Salguero (Doro Salguero de la Hanty), justo cuando comienza a proyectarse su carrera internacional. Ese año expuso en la Galería Magister de la ciudad de Asunción (Paraguay). Posteriormente, sus obras se exhibieron en Brasil, Estados Unidos, Gran Bretaña y Japón. Desde entonces sus obras forman parte de colecciones privadas en distintos países.
En 2016, con motivo de sus 50 años de carrera, se le realizaron diversos homenajes en Uruguay. La Asociación General de Autores del Uruguay (AGADU) celebró su trayectoria, en la ciudad de Florida se lo declaró "Ciudadano Ilustre" y en su pueblo natal se declaró la "Semana Giacoya" con una retrospectiva de su obra.
Giacoya ha sido definido como "un pintor auténticamente ingenuo, que tiene el don de seguir viendo el mundo con los ojos puros e incontaminados de la infancia, recreando la pérdida gracia preternatural en cuadros de frescura y candor edénico". Los temas de su obra son la nostalgia y los recuerdos. La base de su temática la constituyen la iconografía y la mitología, donde la vida y las labores campestres tienen especial relevancia.